# Paul Jones (zanger)

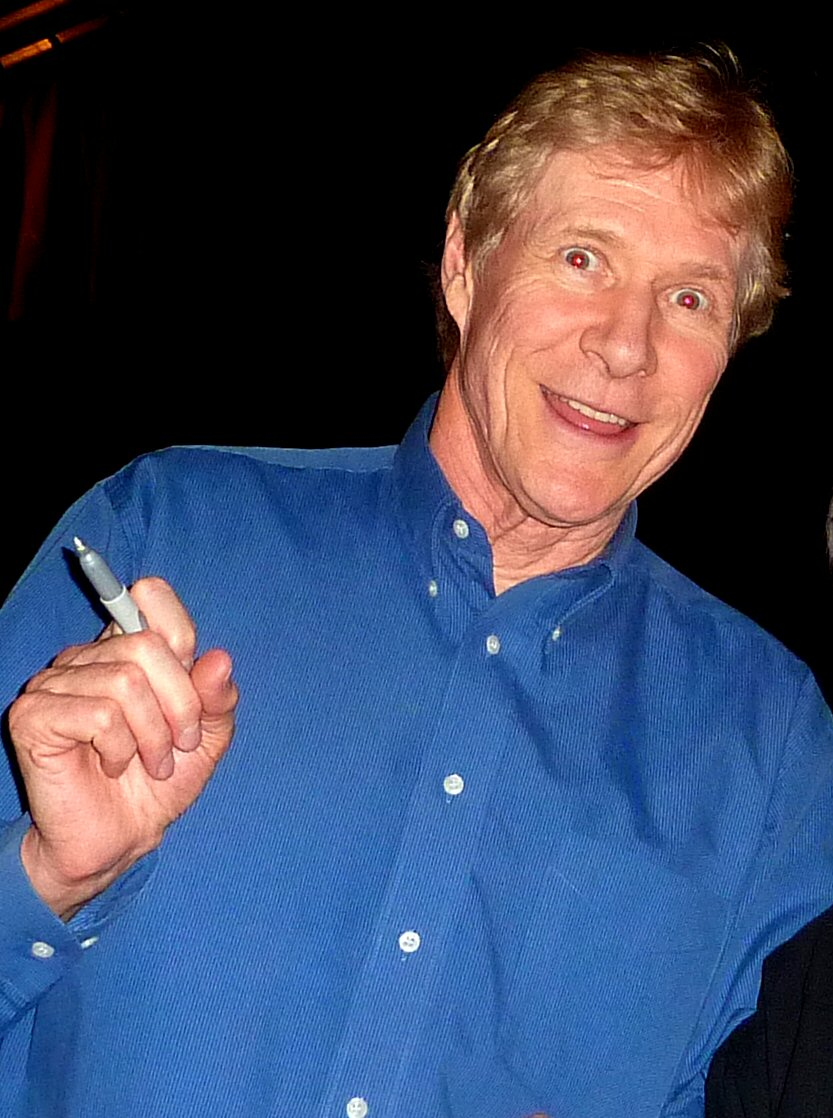
Paul Jones gefotografeerd in Sevenoaks, Kent Engeland in juni 2011

Paul Jones, geboren als Paul Pond (Portsmouth 24 februari 1942), is een Engelse singer-songwriter, acteur, mondharmonicaspeler en radio- en televisiepresentator.

## Loopbaan

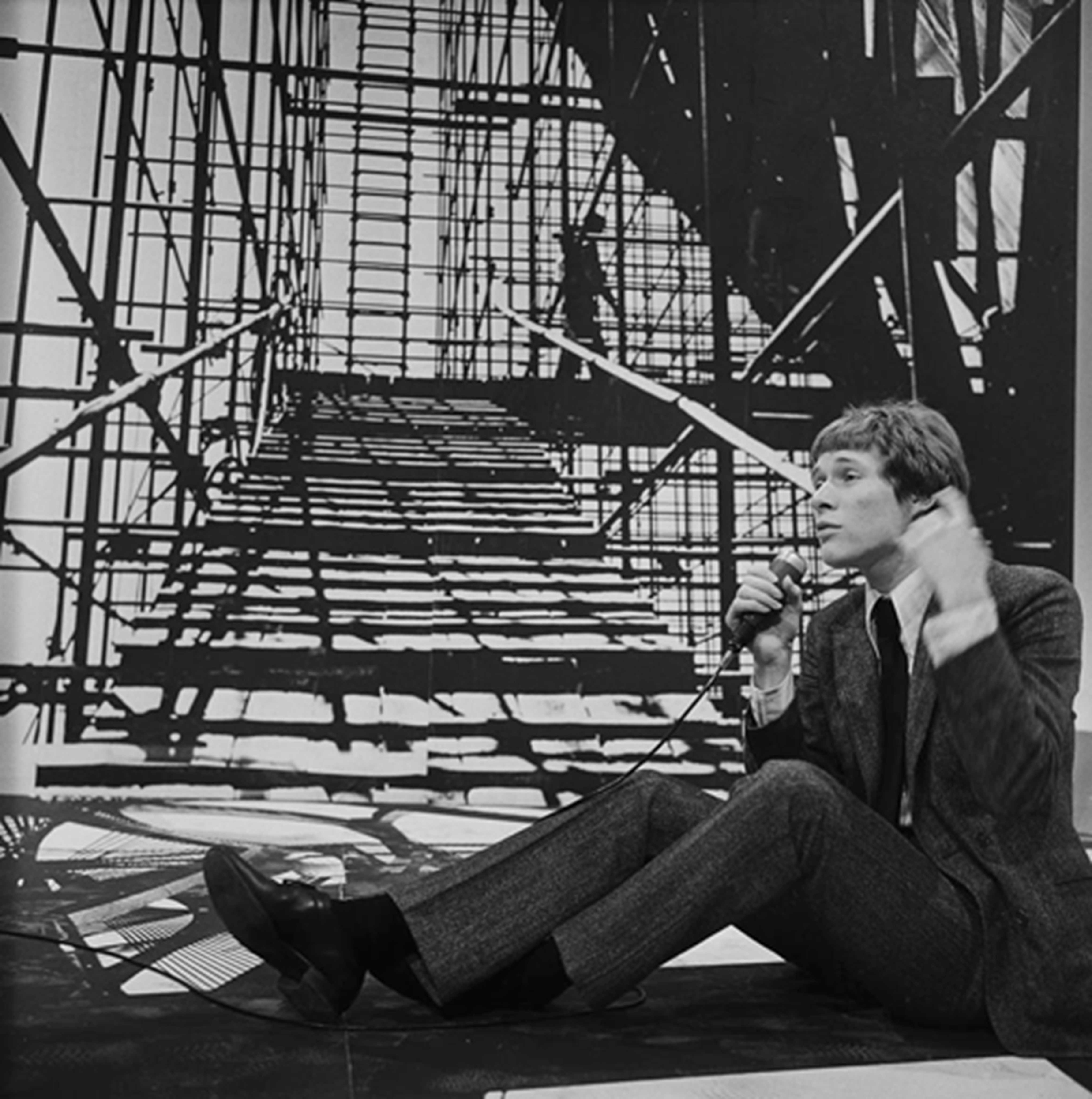
Paul Jones in Fanclub, 1967

Als "P.P. Pond" speelde hij duetten met 'Elmo Lewis' aka Brian Jones (later medeoprichter van de Rolling Stones) in de 'Ealing Club', thuisbasis van Alexis Korner's Blues Incorporated, die zangers in dienst had zoals Long John Baldry en Mick Jagger. Hij werd door Keith Richards en Brian Jones gevraagd om leadzanger te worden van een door hen op te richten popband maar wees het aanbod af; vervolgens vroegen ze Mick Jagger of hij wellicht wel interesse had voor het baantje. Zo was Jones dus bijna leadzanger van de latere Rolling Stones geworden. Hij werd wel leadzanger van de bekende groep Manfred Mann waarmee hij verschillende top 1-hits scoorde voordat Jones solo ging in juli 1966. Hiermee ging het beduidend minder en Jones begon toen een carrière als filmacteur wat een paar films opleverde als de film Privilege (1967) die later een cultfilm werd. Ook verscheen Jones geregeld in tv-shows en tv-series. Hij was jarenlang presentator van een BBC Radio 2-programma over blues.
Jones was eerst getrouwd met schrijfster Sheila MacLeod. Na de scheiding trouwde hij met voormalig actrice en tegenwoordig christelijk spreekster Fiona Hendley-Jones. Jones bekeerde zich tot het christendom in het midden van de jaren 1980 als resultaat van een uitnodiging door Cliff Richard om naar een evangelisatieshow van Luis Palau te komen. Tegenwoordig is Jones presentator (vaak samen met Fiona Hendley-Jones) van evangelisch getinte talkshows die door verscheidene christelijke zenders worden uitgezonden, in Nederland door o.a. Family7.

## Solo discografie

### Albums
- My Way (1966)
- Sings Privilege & Others (1967)
- Love Me, Love My Friends (1968)
- Come into My Music Box (1969)
- Crucifix in a Horseshoe (1972)
- Starting All Over Again (2009)

### Singles
- "High time" (1966) — UK no. 4[1]
- "I've been a bad, bad boy" (1967) — UK no. 5
- "Thinkin' ain't for me" (1967) — UK no. 32
- "Aquarius" (1969) — UK no. 45

### NPO Radio 2 Top 2000
Van Paul Jones stond alleen I've been a bad, bad boy in 2000 in de NPO Radio 2 Top 2000, op plek 1983.